# Jean-Louis Olry
Jean-Louis Olry (Montrouge, Altos do Sena, 6 de agosto de 1946) é um ex-canoísta de slalom francês na modalidade de canoagem.

## Carreira
Foi vencedor da medalha de bronze em slalom C-2 em Munique 1972, junto com o seu colega de equipa e irmão  Jean-Claude Olry.